# 天水站 (两江道)
天水站（韓語：천수역）是朝鮮民主主義人民共和國两江道白岩郡天水劳动者区的一個鐵路車站，属于白茂线。

## 邻近车站
白茂线
三社站 - 天水站 - 下黄土站